# Ferrari 126C
Ferrari 126C byl vůz formule 1 týmu Scuderia Ferrari S.p.A. SEFAC. V různých verzích byl používán od roku 1981 až do roku 1984. Byl navržen Mauro Forghierim pro sezónu 1981.